# Janusz Kukieła
Janusz J. Kukieła (ur. 4 stycznia 1959 we Wrocławiu) – polski biegacz krótkodystansowy i grafik.

## Kariera

### Sportowiec
W latach 1979–1983 był członkiem sekcji lekkoatletycznej klubu AZS AWF Wrocław. Zdobył brązowy medal Mistrzostw Polski (Łódź 1980) w sztafecie 4 x 400 m. Medalista Akademickich Mistrzostw Polski w biegach na 400 m oraz w sztafecie 4 x 400 m.

### Architekt
W latach 1986–1991 studiował na Wydziale Architektury Politechniki Wrocławskiej zdobywając zawód architekta i grafika. Specjalizuje się w grafice przestrzennej tworzonej w oparciu o programy ArchiCAD oraz Cinema 4D. Jest laureatem konkursów w grafice przestrzennej. Zajmuje się prowadzeniem szkoleń z obsługi programu ArchiCAD w ramach programów refundowanych ze środków unijnych.

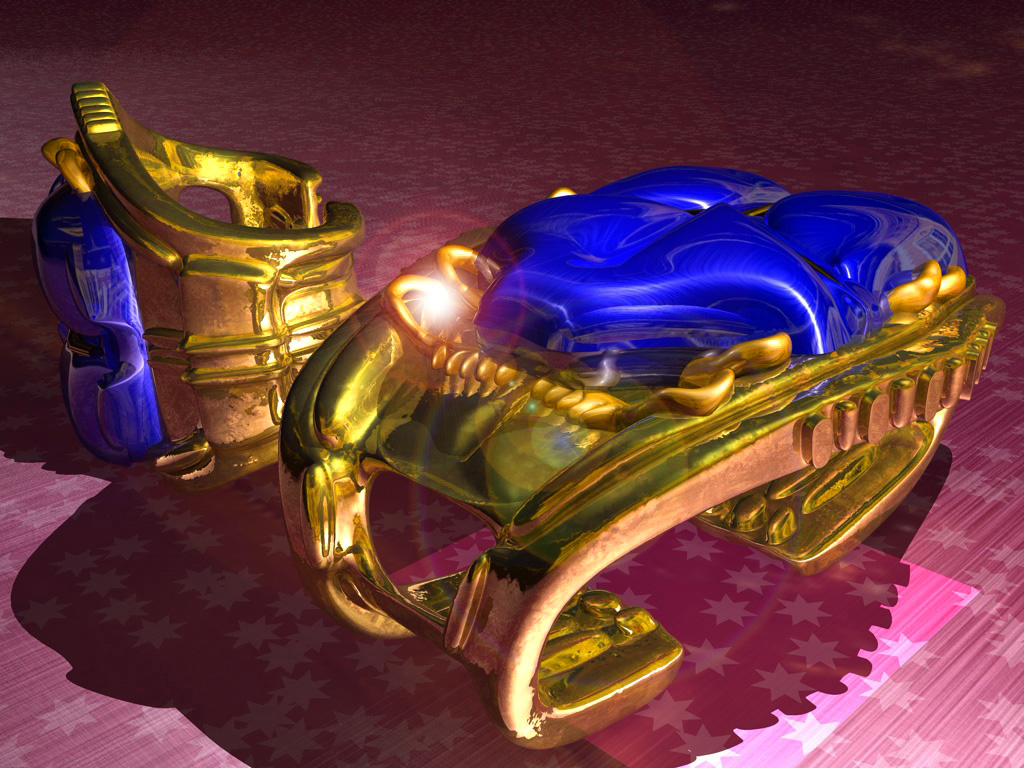
Model przestrzenny „Bransolety egipskie” wykonany w Cinema 4D przez Janusza Kukiełę